# 레토 로세티
레토 마리오 로세티(이탈리아어: Reto Mario Rosetti, 1909–1994)는 스위스의 시인이자 에스페란티스토이다.

## 생애
1994년 9월 20일 태어났다. 평생을 영국에서 살았지만, 스위스 국적을 가졌다. 직업은 미술 교사로, 브리스틀 대학교 미술교육과 교수 및 과장이 되었다.
에스페란토 시예에서의 소위 스코틀랜드 유파(에스페란토: skota skolo)의 일원이었으며, 이 유파의 다른 회원은 윌리엄 올드 등이 있다. 에스페란토로 쓰인 여러 편의 시집 및 단편소설들을 발표하였다. 이 밖에도, 윌리엄 셰익스피어의 《오셀로》를 에스페란토로 번역하였다.
동생 체사레 로세티(에스페란토: Cesare Rossetti) 또한 유명한 에스페란토 작가이다.
1994년 9월 20일 햄프셔주 포츠머스 근처 고스포트(Gosport)에서 사망하였다.

## 작품
- 《4인조》(에스페란토: Kvaropo, 1952년, 윌리엄 올드, 존 딘우디(John Dinwoodie), 존 프랜시스(John Francis) 공저)
- 《세상의 메스티소》(에스페란토: Mestizo de l' Mondo)
- 《소매로부터》(에스페란토: El la maniko, 단편소설집, 1955)
- 《뾰족한 연필》(에스페란토: Pinta krajono, 시집, 1959)
- 《인공과 자연》(에스페란토: Arto kaj Naturo, 수필집, 헝가리 에스페란토 협회 출판, 부다페스트, 1989년)